# Daniel Ngom Komé
Daniel Armand Ngom Komé (Bangangté, 19 mei 1980) is een voormalig  voetballer uit Kameroen, die speelde als rechtermiddenvelder. Hij kwam onder meer uit voor Cotonsport Garoua, Levante UD, CD Numancia, RCD Mallorca en Real Valladolid. Ngom Komé beëindigde zijn loopbaan in 2011 bij CD Tenerife en maakte deel uit van de nationale ploeg van Kameroen, die in 2000 de gouden medaille won bij de Olympische Zomerspelen in Sydney.

## Erelijst
Cotonsport Garoua
- Kameroens landskampioen

1997, 1998
| Logo van de Olympische Spelen | Goud | Zilver | Brons | Logo van de Olympische Spelen |
|                               | 1    | 0      | 0     |                               |